# Federico Spinola

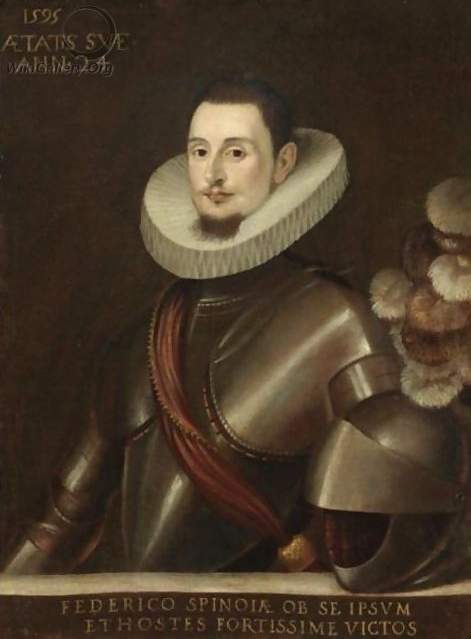
Federico Spinola, edelman uit Genua en admiraal van Spanje

Federico (in het Spaans: Frederico) Spinola (Genua, 1571 – Sluis, 26 mei 1603) was een militair uit de republiek Genua, in dienst van de Habsburgers en de Spaanse Nederlanden. Hij sneuvelde in de Zeeslag bij Sluis (1603).

## Levensloop
Federico was een jongere broer van Ambrogio Spinola, veldheer in de Spaanse Nederlanden. Hun familie was een van de adellijke families in de Republiek Genua. De familie Spinola stuurde Federico aanvankelijk naar de universiteit van Salamanca in Spanje. In Salamanca was Spinola student theologie en kerkelijk recht, met het oog op carrière in de Roomse kerk. In 1591 vroeg Spinola aan zijn familie om af te zien van zijn kerkelijke loopbaan. Hij wenste in de Spaanse Nederlanden te vechten tegen de Republiek der Verenigde Nederlanden.
Zo trad hij in dienst van Alexander Farnese, landvoogd van de Spaanse Nederlanden. Spinola had een bijzondere interesse voor schepen uit zijn vaderland Genua, die handel dreven met de Nederlanden. Hij broedde op een plan om de Hollandse en Zeeuwse koopvaardij te verjagen uit de Noordzee. Hiervoor wilde hij oorlogstechnieken van de Genuese vloot in de Middellandse Zee toepassen in de Noordzee. Aartshertog Albrecht van de Zuidelijke Nederlanden stuurden hem door naar Madrid. Na lang onderhandelen in Madrid stuurde koning Filips III een brief naar Brussel met de mededeling dat het ambitieuze oorlogsplan van Spinola mocht uitgevoerd worden (1598).
Ondertussen bekloegen Engelse katholieken zich bij Filips III over hun behandeling en zij drongen aan op een Spaanse invasie in Engeland. Spinola keerde terug naar Madrid om het oorlogsplan te wijzigen. Zijn broer Ambrogio liet ondertussen rekruten aanwerven in Noord-Italiaanse staten om voor de Spaanse zaak te vechten, want de Spaanse gouverneur van Milaan stak geen vinger uit.

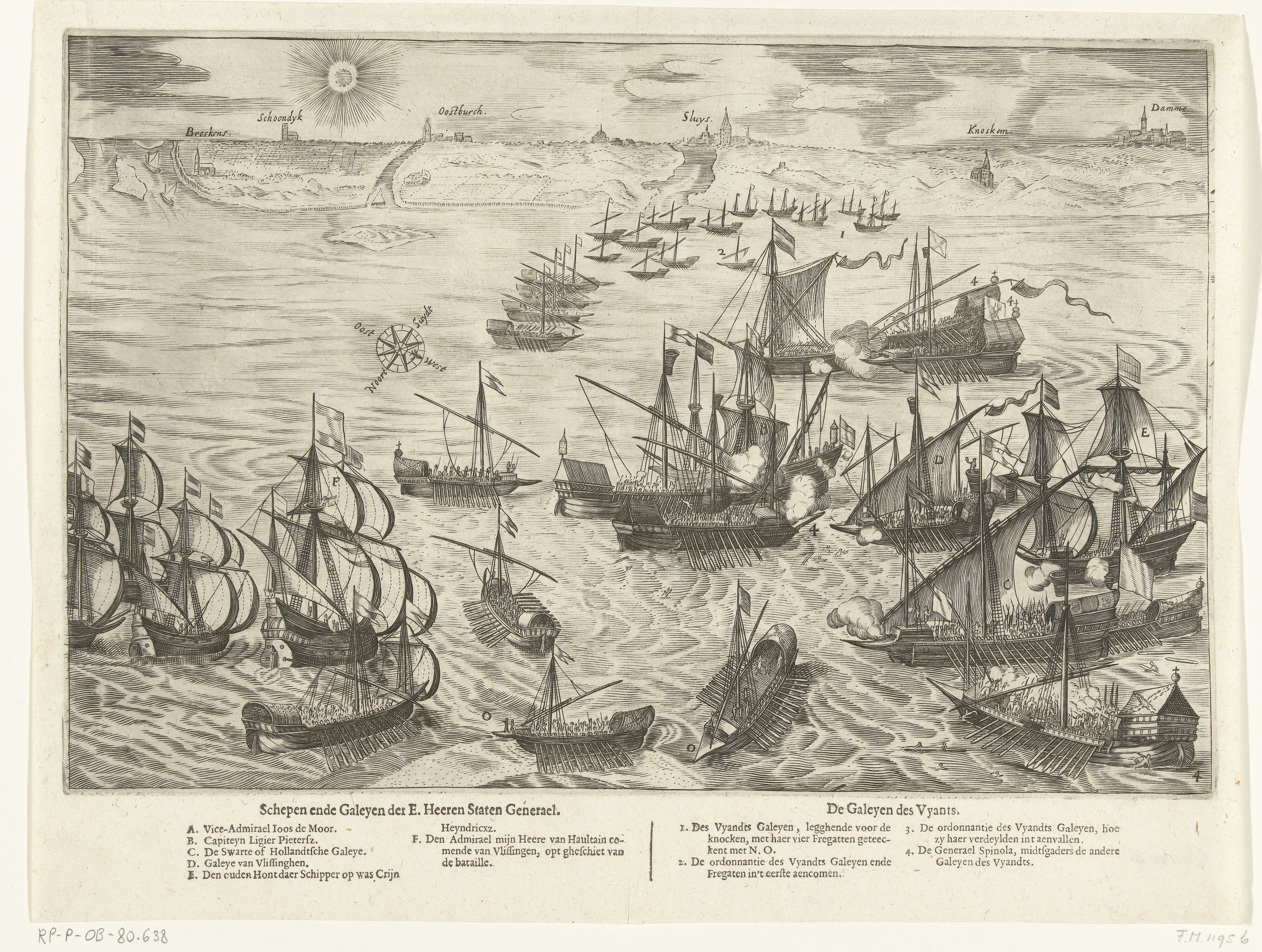
Zeeslag waarbij de acht galeien van Spinola worden verslagen door de vloot van Joos de Moor, 1603

Admiraal Federico Spinola voer ondertussen op kleine oorlogsschepen door het Engels Kanaal. Van Madrid kwam het order om Engeland niet binnen te vallen maar om het eerste plan van Spinola uit te voeren, namelijk de Staatse vloot te verjagen. Spinola wilde, als eerste daad, de kust van Walcheren plunderen. Onverwacht vielen schepen van de Republiek, onder leiding van Joos de Moor, hem aan bij Sluis. De Slag bij Sluis leidde tot de vernietiging van de vloot van Federico Spinola en tot zijn dood (1603). Spinola ging dood doordat hij zijn onderbeen verloor en toen te veel bloed verloor. Aartshertog Albrecht betreurde de dood van Spinola in deze zeeslag. Aartshertog Albrecht zette verder in op het Beleg van Oostende, onder leiding van generaal Ambrogio Spinola.